# Bornholmer Straße
De Bornholmer Straße is een straat in Berlijn die loopt van Schönhauser Allee tot aan Grüntaler Straße die de stadsdelen Gesundbrunnen (Mitte) en Prenzlauer Berg (Pankow) met elkaar verbindt. Tijdens de tweedeling was in de Bornholmer Straße een grenspost ingericht nabij de Bösebrücke. Dit was op 9 november 1989 de eerste grenspost waar Oost-Berlijners West-Berlijn vrij konden betreden. Ter herinnering aan de gebeurtenissen die avond is de Platz des 9. November 1989 ingericht.

## Bezienswaardigheden
- Platz des 9. November 1989